# 사관후보생
사관후보생(士官候補生) 또는 사관생도(士官生徒)는 장교가 되기 위해 교육을 받고 있는 사람을 말한다.

## 준사관인 사관생도

### 용어
대한한국의 병역법에서는 사관생도·사관후보생과 함께, 준사관후보생·부사관후보생 등을 무관후보생(武官候補生)으로 통칭한다. 그러나 사관생도는 현행법상 사관학교(육군사관학교, 해군사관학교, 공군사관학교, 육군3사관학교, 국군간호사관학교)에 재학하는 사람만을 말한다.

### 서열
군인의 분류는 장교, 준사관(준위, 사관생도), 부사관(원사, 상사, 중사, 하사), 병사로 구분된다. 준위와 사관생도는 장교의 가장 말단인 소위의 아래이고, 부사관의 최고계급인 원사보다는 높다. 이들은 졸업과 동시에 그 지위가 준사관에서 장교, 즉 소위로 한단계 격상된다. 준위와 사관생도가 같은 준사관 분류군에 속하더라도 부사관(원사, 상사, 중사, 하사) 서열관계와 마찬가지로, 준위 다음으로 사관생도가 위치한다.  

### 신분
사관생도는 국가공무원법의 특별법인 군인사법 및 군형법 적용을 받는 군인공무원으로서, 그 지위는 준사관이다. 준사관이란 장교 바로 아래의 간부급 군인을 총칭하며 현행법상 준위와 사관생도만 해당한다(군인사법 제2조, 군형법 제1조, 사관학교설치법시행령 제2조, 동법 시행령 제28조 참조).  

### 생활
입학 전 1월에 기초훈련을 실시하며 이 과정을 수료해야 정식 생도로 인정된다. 이 기간동안 퇴교시 자퇴로 처리되지 않기 때문에 다른 대학에 합격하면 퇴교한 후 타 대학에 입학할 수 있다. 군 기본 자세, 생활과정과 예규를 숙지하며 약 5주간 생도화, 군인화 과정을 통해 생도로 거듭나게 된다. 대부분의 퇴교생이 발생하는 시기이기도 하다.
기초 훈련을 마치고 입학식을 마치고 나면 2학년, 3학년, 4학년 총 3개 학년의 선배생도들이 있으며 학년이 계급으로 적용된다.
| 사관생도 신조 |
| --- |
| 하나, 우리는 국가와 국민을 위하여 생명을 바친다. 둘, 우리는 언제나 명예와 신의 속에 산다. 셋, 우리는 안일한 불의의 길보다 험난한 정의의 길을 택한다. |

### 졸업
사관학교는 그 자격과 관련하여 「고등교육법」 제31조에 따른 수업연한 4년의 대학으로 보고, 그 졸업자에게 학사학위를 수여한다. 그와 동시에 사관학교의 4년 전과정을 이수하고 졸업한 사람은 소위로 임명된다. 병과는 생도 시절의 성적을 종합하여 선정되며, 선정된 병과는 졸업 직전에 확인할 수 있다.

## 사관후보생 지원자격

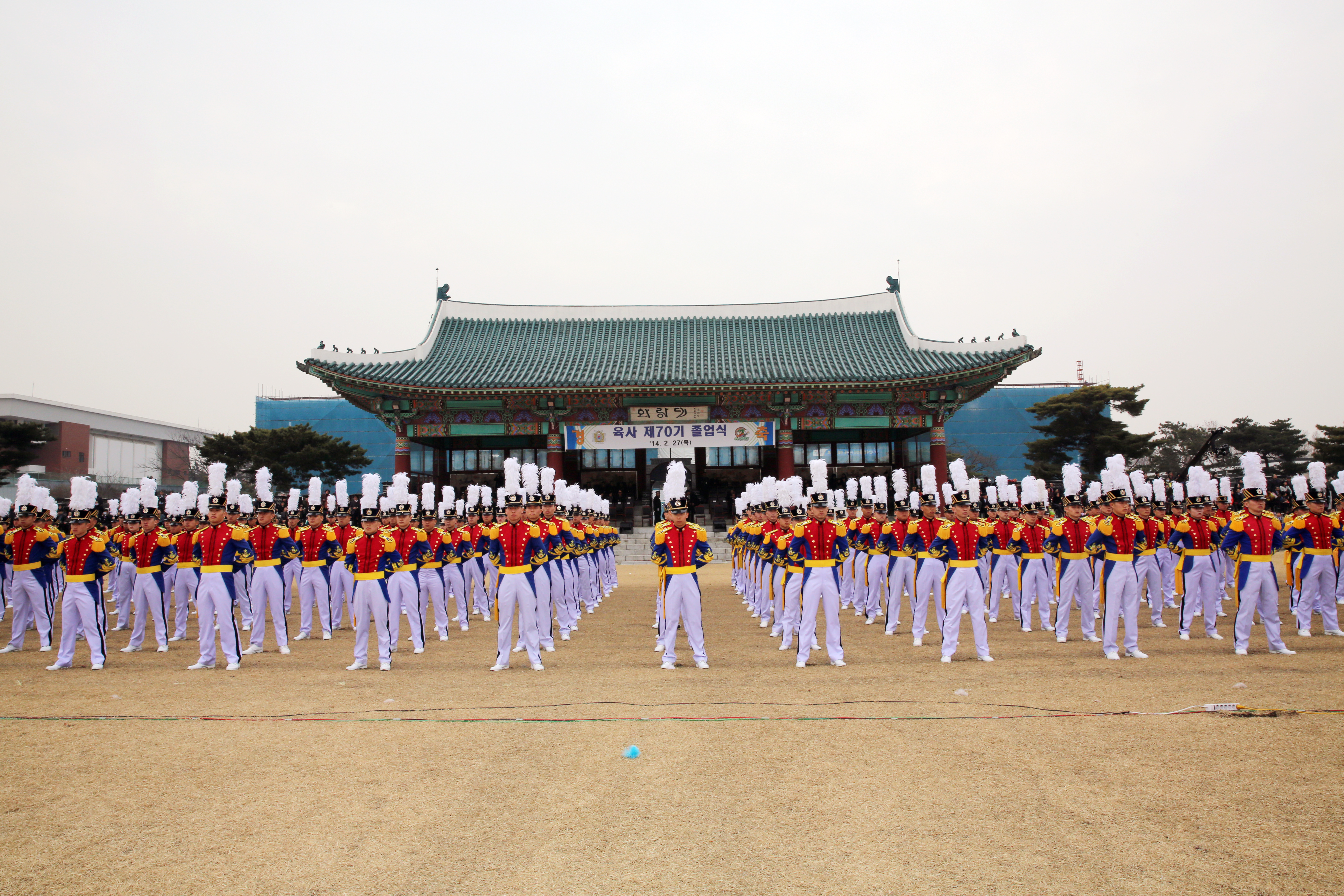
육군사관학교 생도

### 대한민국 육군사관학교
대한민국 단일 국적 소지자
만 17세 이상, 만 21세 미만의 미혼 남, 여
고등학교 졸업자, 고교 졸업예정자 또는 교육부장관이 이와 동등한 학력이 있다고 인정한 자
군인사법 제 10조 2항의 결격사유에 해당하지 않는 자
| 구분     | 시험 기준 |
| -------- | --- |
| 신체검사 | 세부 기준 : 육군규정 161 건강관리 규정 중 장교 선발 및 입영기준 적용 신체등위(신장/체중) : 3급인 경우 2차 시험 최종심의위원회에서 합,불 결정, 신체등위 4급 이하 불합격 신체검사 : 4급 이하인 경우 불합격                                          |
| 면접시험 | 집단토론, 구술면접, 학교생활, 자기소개, 외적 자세, 심리검사, 종합판정 등 7개 분야 사전 AI면접 실시 후 개인별 면접결과는 일부 면접분야에서 참고자료로 활용 면접시험 점수부여 및 합격, 불합격, 보류 판정                                            |
| 체력검정 | 3개 종목별 점수 부여 : 오래달리기(남 1.5km, 여 1.2km), 팔굽혀펴기(2분), 윗몸일으키기(2분) 오래달리기에만 불합격 기준 적용 : 남자 7분 39초 이상, 여자 7분 29초 이상은 불합격 2종목 이상 16급(보류) 획득 시 2차 시험 최종심의위원회에서 합, 불 결정 |

### 대한민국 육군3사관학교
정시(해당기수)와 예비(다음기수)로 나눠 구분.
정시
- 학력: 4년제 대학교 2년 이상 수료(예정) 및 2·3년제 대학 졸업(예정)자

- 연령: 대한민국 국적을 가진 만 19세~25세 미만의 미혼 남·여

예비
- 학력: 2·4년제 대학교 1학년 재학생 / 3년제 대학교 2학년 재학생

- 연령: 대한민국 국적을 가진 만 18세~24세 미만의 미혼 남·여[5]

### 대한민국 해군사관학교
해군사관학교에 입학하려는 지원자는 아래의 자격을 갖추어야 함.
2000년 3월 2일부터 2004년 3월 1일 사이에 출생한 대한민국 국적을 가진 결혼하지 아니한 남·녀
고등학교 졸업자, 2021년 2월 졸업 예정자 또는 교육부 장관이 이와 동등 이상의 학력이 있다고 인정한 자 * 검정고시 응시자는 2020년 10월 1일 이전 합격자 (단, 2020년 2회 검정고시 합격자는 9월 18일까지 해군사관학교에 합격증을 제출하여야 함(기한 내 우체국 소인 인정)
외국에서 12년 이상의 학교 교육과정을 이수하였거나, 정규 고교 교육과정을 이수한 자
「군 인사법」 제10조 제1항의 임용자격이 있는 자 ü 「군 인사법」 제10조 제2항에 의한 결격사유에 해당되지 않는 자
* 복수국적자도 지원은 가능하나 가입학일 이전까지 외국국적 포기 필요

### 대한민국 공군사관학교
- 대한민국 국적을 가진 미혼 남·녀로서 신체가 건강하고, 사관생도로서 적합한 사상과 가치관을 가진 자
- 고등학교 졸업자 및 졸업 예정자, 또는 법령에 의하여 이와 동등한 학력이 있다고 인정된 자
- 군인사법 제10조 제2항 규정의 결격사유에 해당되지 않는 자
- 법령에 의하여 형사처벌을 받지 아니한 자 (기소유예 포함)

### 대한민국 국군간호사관학교
만 17세 이상 ~ 21세 미만 대한민국 국적을 가진 미혼 남·여
고등학교 졸업자 또는 2021년 2월까지 졸업예정자와 이와 동등한 학력이 있다고 교육부 장관이 인정한 사람
군인사법 제10조 제2항에 의한 결격사유에 해당되지 않는 사람 - 복수국적자가 입학을 희망하는 경우, 기초군사훈련 등록일까지 출입국관리사무소 발급 외국국적 포기 확인서(법무부령 제942호 국적법 시행규칙 별지 제5호 서식) 제출 필요
* 단, 기한 내 제출이 제한되는 경우, 교육운영위원회 심의를 거쳐 결정 국군간호사관학교 생도신체검사 예규에서 정하는 기준에 적합한 사람

### 학군사관
- 학군단이 있는 4년제 대학에 재학 중인 2학년으로 3학년 진학 가능자
- 임관일 기준 만20세 이상 만27세 이하인 자
2년 이상 복무 제대군인 : 28세
1년 이상 2년 미만 : 27세
1년 미만 : 26세
- 3학년으로 지원할 수 있는 자는 5년제 학과, 복수전공 등 사유로 5년에 졸업이 가능한 자에 한함
- 학년별 취득학점이 신청학점의 80% 이상이고, C학점 이상인 자로서 다음 연도에 정상진학이 가능한 자[8]

### 학사사관
- 4년제 대학 졸업자로 학사이상 학위 소지자 또는 교육부 장관이 이와 동등 이상의 학력이 있다고 인정한 자
- 임관년도 기준 만 20세 이상 27세 이하 외국대학 졸업 예정자는 임관년도 6월 이내 졸업 가능한 자
- 군인사법 제 10조 1항의 임용자격을 가진 자
- 각 군 사관학교 / 사관 후보생 과정에서 퇴교당하지 아니한 자 (신병 / 성적으로 인한 퇴교 제외)[9]

## 참고 문헌
1. ↑  “병역법”. 법체처-국가법령정보센터. 2011년 1월 15일에 확인함. (법률 제9955호, 2010년 1월 25일 타법개정, 시행 2010년 7월 28일) 제2조 1항 4호 “"무관후보생"이란 현역의 사관생도(士官生徒), 사관후보생(士官候補生), 준사관후보생(准士官候補生) 및 부사관후보생(副士官候補生)과 제1국민역(第1國民役)의 사관후보생 및 부사관후보생을 말한다.”
2. ↑  “사관학교설치법 제 8조”. 2020년 10월 12일에 확인함.
3. ↑  “사관학교설치법 제 7조”. 2020년 10월 12일에 확인함.
4. ↑  “육군사관학교 입학조건” (PDF).[깨진 링크(과거 내용 찾기)]
5. ↑  [www.kaay.mil.kr “육군3사관학교 지원자격”] |url= 값 확인 필요 (도움말).
6. ↑  “해군사관학교 지원자격” (PDF).
7. ↑  file:///C:/Users/NT370KMA/Downloads/2021kafna.pdf
8. ↑  “학군군간부후보생 지원자격”.
9. ↑  “학군사관 지원조건”.

## 같이 보기
- 학군사관
- 학사사관
  - 사관후보생 (육군 학사장교)
  - 사관후보생 (공군 학사장교)
  - 사관후보생 (해군 학사장교)